# 십자류 여과방식
십자류 여과방식(Cross-flow filtration)는 여과 방식 중 하나로 화학공학, 생물공학, 단백질 정제에서 쓰는 용어이다. 십자류 여과방식은 막을 투과하는 물이 공급수와는 직각 방향으로 흐르도록 해 여과를 한다. 주로 작은 고체의 비율이 많을 때 사용한다.

십자류 여과방식의 도표